# 대한민국-베네수엘라 관계
대한민국-베네수엘라 관계(스페인어: Relaciones Corea del Sur-Venezuela)는 대한민국과 베네수엘라의 양자 관계이다. 대한민국은 카라카스에 대사관이 있고, 베네수엘라는 서울특별시에 대사관이 있다.

## 역사
한국과 베네수엘라는 1965년 4월 29일 수교하였다.

## 같이 보기
- 대한민국의 대외 관계
- 베네수엘라의 대외 관계